# Villaggio strada

Esempio di urbanistica di un villaggio strada

Il villaggio strada (in inglese: Linear settlement; in tedesco: Straßendorf; in francese: village-rue) è una tipica struttura urbanistica di villaggio rurale del centro Europa. Consiste in un villaggio la cui distribuzione di edifici è ai due lati di una strada intercomunale con una serie, eventuale, di strade perpendicolari alla stessa strada principale.
Talvolta il villaggio si sviluppa alla confluenza di incroci stradali o insediamenti ferroviari. Non ha tipicamente, nella sua fase iniziale dello sviluppo urbanistico, un centro ed una piazza.
L'organizzazione del villaggio di strada è il risultato di una raccolta progressiva di case o fattorie i cui proprietari cercavano di beneficiare di un'apertura sulla strada principale e con un accesso diretto alla loro proprietà agricola. Successivamente l'ampliamento dell'abitato avveniva all'inizio e/o alla fine del villaggio.

## Storia
Questa è una delle forme tipiche degli insediamenti agricoli che caratterizzarono le campagne dell'Europa medievale, assieme al villaggio circolare (rundling).
Questo tipo di paese è molto comune in alcune parti del Canada (Québec e Nuovo Brunswick) e in Francia (Champagne-Ardenne, Lorena) in Sundgau Alsazia), oltre che in tutta l'Austria.
In Germania questa tipologia urbanistica rurale tende a scomparire dopo la fine della seconda guerra mondiale.

## Tipologie urbanistiche
Tipicamente in Germania, in Austria ed in Europa centrale in generale questa tipologia di villaggio rurale si struttura in quattro ulteriori forme di aggregazione urbanistica:
- Haufendorf, villaggio strada a pianta irregolare
- Reihendorf, villaggio posto ai bordi di un fiume/torrente o valle
- Rundling, villaggio strada a pianta circolare
- Waldhufendorf, villaggio strada ai bordi di una foresta

Pianta tipo di un Waldhufendorf
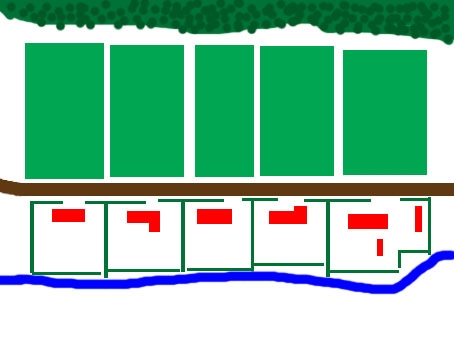
Pianta tipo di un Reihendorf
Pianta tipo di un Rundplatzdorf